# Rodel vid olympiska vinterspelen 1994
Resultaten från tävlingarna i rodel vid olympiska vinterspelen 1994.

## Herrar
- 13 februari och 14 februari 1994

| Placering | Idrottare                | Tid      |
| --------- | ------------------------ | -------- |
| Guld      | Georg Hackl (GER)        | 3:21,571 |
| Silver    | Markus Prock (AUT)       | 3:21,584 |
| Brons     | Armin Zöggeler (ITA)     | 3:21,833 |
| 4         | Arnold Huber (ITA)       | 3.22,418 |
| 5         | Wendel Suckow (USA)      | 3:22,424 |
| 6         | Norbert Huber (ITA)      | 3:22,474 |
| 7         | Gerhard Gleirscher (AUT) | 3:22,569 |
| 8         | Jens Müller (GER)        | 3:22,580 |

## Dubbel
- 18 februari 1994

| Placering | Idrottare                                                                  | Tid      |
| --------- | -------------------------------------------------------------------------- | -------- |
| Guld      | Italien (Kurt Brugger, Wilfried Huber)                                     | 1:36,720 |
| Silver    | Italien (Hansjörg Raffl, Norbert Huber)                                    | 1:36,769 |
| Brons     | Tyskland (Stefan Krausse, Jan Behrendt)                                    | 1:36,945 |
| 4         | USA (Mark Grimmette, Jonathan Edwards).                                    | 1:37,289 |
| 5         | USA (Chris Thorpe, Gordon Sheer).                                          | 1:37,296 |
| 6         | Rumänien (Ioan Apostol, Constantin-Liviu Cepoi).                           | 1:37,323 |
| 7         | Ryssland (Albert Demtjenko, Aleksei Zelenskij).                            | 1:37,477 |
| 8         | Kanada (Robert Gasper & Clay Ives) Ukraina (Igor Urbanski, Andrey Mukhin). | 1:37,691 |

## Damer
- 15 februari och 16 februari 1994

| Placering | Idrottare                  | Tid      |
| --------- | -------------------------- | -------- |
| Guld      | Gerda Weissensteiner (ITA) | 3:15,517 |
| Silver    | Susi Erdmann (GER)         | 3:16,276 |
| Brons     | Andrea Tagwerker (AUT)     | 3:16,652 |
| 4         | Angelika Neuner (AUT)      | 3:16,901 |
| 5         | Natalie Obkircher (ITA)    | 3:16,937 |
| 6         | Gabriele Kohlisch (GER)    | 3:17,197 |
| 7         | Irina Gubkina (RUS)        | 3:17,198 |
| 8         | Natalya Yakuchenko (UKR)   | 3:17,378 |

## Medaljtabell
| Pl. | Nation    | Guld | Silver | Brons | Totalt |
| --- | --------- | ---- | ------ | ----- | ------ |
| 1   | Italien   | 2    | 1      | 1     | 4      |
| 2   | Tyskland  | 1    | 1      | 1     | 3      |
| 3   | Österrike | 0    | 1      | 1     | 2      |